# Євтихієв Олександр Федорович
Євтихієв Олександр Федорович (нар. 1879 — пом. ?) — український вчений-правознавець, доктор юридичних наук, професор правового факультету Харківського інституту народного господарства.

## Біографія
Народився 1879 року у селі Чадобець Єнісейського повіту Єнісейської губернії.
У 1903 році закінчив юридичний факультет Харківського університету (зараз Харківський національний університет імені В. Н. Каразіна) і почав працювати на викладацьких посадах. З 1907 року – приват-доцент кафедри адміністративного права юридичного факультету. У 1908–1909 роках перебував у закордонному науковому відрядженні (Париж), навчався у Берлінському університеті. Протягом 1912–1917 роках працював у Петербурзі в департаменті духовних справ іноземних віросповідань завідувачем наукової бібліотеки, а з 1916 році завідував підвідділом відділення законодавчих проектів.
У 1918–1919 роках проходив службу у наркоматі юстиції РСФРР, викладав у вузах Москви і Смоленська. Доктор юридичних наук, професор з 1918 року. З 1920 року працював у Харкові завідувачем відділення законодавчих проектів Наркомату юстиції УРСР та професором правового факультету Харківського інституту народного господарства. У 1921 році очолив секцію адміністративного права кафедри проблем сучасного права цього ж факультету.
В останні роки життя працював у Києві консультантом НКЮ УРСР, брав участь у роботі господарської секції Українського інституту судової політики НКЮ УРСР.
Доля Олександра Федоровича Євтихієва після 1935 року невідома.

## Наукова діяльність
Перша теоретична праця «Законна сила актів адміністрації» вийшла у Любліні 1911 року, де він працював радником губернського управління.
Є автором робіт:
- «Десятинна система в адміністративному діловодстві»
- «Основи радянського адміністративного права»
- «Адміністративне право».

Брав участь у розробці Адміністративного кодексу УРСР 1927 року.